# Litouws curlingteam (gemengddubbel)
Het Litouwse curlingteam vertegenwoordigt Litouwen in internationale curlingwedstrijden.

## Geschiedenis
Litouwen debuteerde op het wereldkampioenschap curling voor gemengddubbele landenteams van 2016 in het Zweedse Karlstad. De eerste interland werd met 13-3 verloren van Finland. Het team won drie van de zes wedstrijden, werd vierde in de groep en miste net de play-offs. Virginija Paulauskaitė en Tadas Vyskupaitis eindigden op de tweeëntwintigste plaats. Dat was het beste resultaat op wereldkampioenschappen tot nu toe. 

## Litouwen op het wereldkampioenschap
| Jaar | Plaats        | Team                                       | WG            | W             | V             | PV            | PT            |
| ---- | ------------- | ------------------------------------------ | ------------- | ------------- | ------------- | ------------- | ------------- |
| 2008 | Geen deelname | Geen deelname                              | Geen deelname | Geen deelname | Geen deelname | Geen deelname | Geen deelname |
| 2009 | Geen deelname | Geen deelname                              | Geen deelname | Geen deelname | Geen deelname | Geen deelname | Geen deelname |
| 2010 | Geen deelname | Geen deelname                              | Geen deelname | Geen deelname | Geen deelname | Geen deelname | Geen deelname |
| 2011 | Geen deelname | Geen deelname                              | Geen deelname | Geen deelname | Geen deelname | Geen deelname | Geen deelname |
| 2012 | Geen deelname | Geen deelname                              | Geen deelname | Geen deelname | Geen deelname | Geen deelname | Geen deelname |
| 2013 | Geen deelname | Geen deelname                              | Geen deelname | Geen deelname | Geen deelname | Geen deelname | Geen deelname |
| 2014 | Geen deelname | Geen deelname                              | Geen deelname | Geen deelname | Geen deelname | Geen deelname | Geen deelname |
| 2015 | Geen deelname | Geen deelname                              | Geen deelname | Geen deelname | Geen deelname | Geen deelname | Geen deelname |
| 2016 | 22            | Tadas Vyskupaitis & Virginija Paulauskaitė | 6             | 3             | 3             | 31            | 34            |
| 2017 | Geen deelname | Geen deelname                              | Geen deelname | Geen deelname | Geen deelname | Geen deelname | Geen deelname |
| 2018 | 28            | Tadas Vyskupaitis & Virginija Paulauskaitė | 7             | 3             | 4             | 38            | 52            |
| 2019 | 32            | Vytis Kulakauskas & Lina Janulevičiūtė     | 7             | 2             | 5             | 43            | 59            |
| 2021 | Geen deelname | Geen deelname                              | Geen deelname | Geen deelname | Geen deelname | Geen deelname | Geen deelname |
| 2022 | Geen deelname | Geen deelname                              | Geen deelname | Geen deelname | Geen deelname | Geen deelname | Geen deelname |
| 2023 | Geen deelname | Geen deelname                              | Geen deelname | Geen deelname | Geen deelname | Geen deelname | Geen deelname |
| 2024 | Geen deelname | Geen deelname                              | Geen deelname | Geen deelname | Geen deelname | Geen deelname | Geen deelname |
| 2025 | Geen deelname | Geen deelname                              | Geen deelname | Geen deelname | Geen deelname | Geen deelname | Geen deelname |

Australië · België · Brazilië · Bulgarije · Canada · China · Chinees Taipei · Denemarken · Duitsland · Engeland · Estland · Filipijnen · Finland · Frankrijk · Griekenland · Groot-Brittannië · Guyana · Hongarije · Hongkong · Ierland · India · Israël · Italië · Jamaica · Japan · Kazachstan · Kirgizië · Koeweit · Kosovo · Kroatië · Letland · Litouwen · Luxemburg · Mexico · Mongolië · Nederland · Nieuw-Zeeland · Nigeria · Noorwegen · Oekraïne · Oostenrijk · Polen · Portugal · Puerto Rico · Qatar · Roemenië · Rusland · Saoedi-Arabië · Schotland · Servië · Slovenië · Slowakije · Spanje · Thailand · Tsjechië · Turkije · Verenigde Staten · Wales · Wit-Rusland · Zuid-Korea · Zweden · Zwitserland